# Kromosom 15
Kromosom 15 är ett av de 23 kromosomparen hos människor. Människor har normalt två kopior av detta kromosom. Kromosom 15 sträcker sig över cirka 102 miljoner baspar (byggmaterialet för DNA), och representerar mellan 3 procent av det totala DNA:t i cellerna. Kromosom 15 har 609 proteinkodande gener.

## Sjukdomar och tillstånd relaterade till kromosom 15:[1]
15q11-q13 duplication syndrome:
   - Beskrivning: Duplikation av en region på den långa (q) armen av kromosom 15, vilket kan leda till svag muskelton (hypotoni), intellektuell funktionsnedsättning, epileptiska anfall och drag av autismspektrumstörning.
   - Orsak: En extra kopia av en specifik region på kromosom 15.
15q13.3 mikrodeletion:
   - Beskrivning: En liten del av kromosom 15 är borttagen i varje cell, vilket kan öka risken för intellektuell funktionsnedsättning, kramper, beteendeproblem och psykiatriska störningar.
   - Orsak: Förlust av en viss genetisk sekvens på kromosom 15.
15q24 mikrodeletion:
   - Beskrivning: En liten del av kromosom 15 är borttagen i varje cell, vilket kan leda till intellektuell funktionsnedsättning, karakteristiska ansiktsdrag och andra abnormiteter.
   - Orsak: Förlust av specifika gener på kromosom 15.
Akut promyelocytisk leukemi (t(15;17) translokation):
   - Beskrivning: En form av blodcancer orsakad av en translokation av genetiskt material mellan kromosomerna 15 och 17.
   - Orsak: Fusion av PML-genen från kromosom 15 och RARA-genen från kromosom 17.
Angelman syndrom:
   - Beskrivning: Orsakad av förlust av genaktivitet i en specifik del av kromosom 15, vilket leder till neurologiska egenskaper.
   - Orsak: Vanligtvis en deletion på den maternala kopian av kromosom 15 eller andra genetiska förändringar.
Prader-Willi syndrom:
   - Beskrivning: Orsakad av förlust av aktiva gener i en region på kromosom 15, vilket leder till karakteristiska drag.
   - Orsak: Vanligtvis en deletion på den paternala kopian av kromosom 15 eller andra genetiska förändringar.
Sensorineural dövhet och manlig infertilitet:
   - Beskrivning: Orsakad av en deletion av genetiskt material på den långa armen (q) av kromosom 15.
   - Orsak: Förlust av specifika gener, inklusive STRC och CATSPER2.
Andra kromosomala förändringar på kromosom 15:
   - Beskrivning: Inkluderar partiell trisomi 15, partiell monosomi 15 och ringkromosom 15.